# Ray Krzoska
Raymond Richard Krzoska, detto Ray (Jennings, 28 ottobre 1918 – Whitefish Bay, 5 aprile 2006), è stato un cestista e allenatore di pallacanestro statunitense, professionista nella NBL.

## Carriera
Giocò per due stagioni nella NBL, disputando complessivamente 23 partite con 3,8 punti di media.